# 金龙镇 (龙州县)
金龙镇，是中华人民共和国广西壮族自治区崇左市龙州县下辖的一个乡镇级行政单位。

## 行政区划
金龙镇下辖以下地区：
金龙村、双蒙村、武联村、高山村、贵平村、立丑村、光满村、横罗村、板梯村、新兴村、民建村、侵笔村、花都村、三圣村和敢赛村。